# Peter Johnstone
Peter Johnstone (Glasgow, 25 oktober 1961 – Falkirk, 21 februari 2019) was een Schots darter.

## Loopbaan
Hij speelde in de top van de BDO competities en kwalificeerde zich zowel in 1998, 1999 en 2002 voor het BDO World Darts Championship dat ieder jaar in januari in de Lakeside Country Club te Frimley Green georganiseerd wordt.
In zijn eerste jaar op de BDO World Darts Championship in 1998, behaalde hij gelijk de kwartfinale. Hij versloeg daarbij een aantal grote namen. In de eerste ronde versloeg hij Ronnie Baxter uit Engeland met 3-2. In de tweede ronde versloeg hij Chris Mason uit Engeland met 3-0. In de kwartfinale moest hij buigen voor de latere finalist Richie Burnett uit Wales met 5-2. In 1999 verloor hij in de eerste ronde van Marshall James uit Wales met 3-2. In 2003 verloor hij wederom in de eerste ronde, nu van zijn landgenoot Gary Anderson met 3-1.
In 1998 haalde Johnstone de kwartfinale op de Winmau World Masters. Bij de laatste 32 versloeg Johnstone Beat Basler uit Zwitserland met 2-0. Bij de laatste 16 won Johnstone van Ritchie Davies uit Wales met 2-0. In de kwartfinale verloor hij van zijn landgenoot Les Wallace met 0-3. Les Wallace zou het toernooi ook winnen.
In 1998 wist Johnstone beslag te leggen op de titel van het Scottish Open door Peter Manley uit Engeland te verslaan. In 1999 won hij het Denmark Open door Denis Ovens uit Engeland te verslaan. In 2001 won hij de Scottish Masters door in de finale George Dalglish uit Schotland te verslaan. In 2002 behaalde hij zijn grootste overwinning door de WDF Europe Cup Singles te winnen. Hij versloeg in de finale Mervyn King uit Engeland met 4-2. Hij was de eerste Schotse speler die Europees kampioen werd. Ook won hij het Team event met Schotland.
In 2002 haalde Johnstone ook de kwartfinale van de World Darts Trophy. In de eerste ronde won hij van Jarkko Komula uit Finland met 3-1. In de tweede ronde won hij van Tony Eccles uit Engeland met 3-2. In de kwartfinale verloor hij van Tony David uit Australië met 2-5. Tony David zou het toernooi ook winnen.

## Resultaten op Wereldkampioenschappen

### BDO
- 1998: Kwartfinale (verloren van Richie Burnett 2-5)
- 1999: Laatste 32 (verloren van Marshall James 2-3)
- 2000: Laatste 32 (verloren van Andy Fordham 0-3)
- 2002: Laatste 32 (verloren van Martin Adams 0-3)
- 2003: Laatste 32 (verloren van Gary Anderson 1-3)

### WDF
- 1997: Laatste 16 (verloren van Ronnie Baxter met 0-4)
- 1999: Laatste 16 (verloren van Mervyn King met 0-4)
- 2001: Laatste 32 (verloren van Martin Adams met 2-4)